# Ai Takahashi
Ai Takahashi (n. 14 septembrie 1986, Sakai, Prefectura Fukui, Japonia) este o fostă membră al trupei de fete Morning Musume. Ea a venit în trupă ca a cincea generație, împreună cu Asami Konno, Makoto Ogawa și Risa Niigaki. După ce a plecat, ea a devenit o actriță în muzicale. Este căsătorită cu Koji Abe din 2014. Ea a fost liderul trupei din 2007 până în 2011, din cauza scandalului lui Miki Fujimoto, este reprezentată de Up-Front Create.

## Trivia
- Este primul copil în familia ei și are o soră.
- A absolvit trupă la 24 de ani.
- A fost prietenă-bună cu Asami Konno, Makoto Ogawa și Risa Niigaki
- Este căsătorită cu Koji Abe din 2014.
- Poreclele ei sunt: Ai-chan, Lovely, Takitty, Tetteketee.
- Face parte acum din M-line club.
- Ea este fană Kpop.

## Trupe
- Morning Musume
- Happy 7
- Minimoni
- Morning Musume Sakuragumi
- 7Air
- Hello! Project All Stars
- Hello! Project Akagumi
- Elegies
- Wonderful Hearts
- High-King
- Muten Musume

## Vezi și
- Morning Musume
- Asami Konno
- Makoto Ogawa

## Legături externe
- Official Blog
- ja  Morning Musume: Official Hello! Project profile
- ja  モーニング娘。『卒業直前の高橋愛が 後輩たちへ託す想いを涙ながらに語る』 (Oricon interview with Ai Takahashi, 12 septembrie 2011)